# Allocnemis interrupta
Allocnemis interrupta – gatunek ważki z rodziny pióronogowatych (Platycnemididae). Stwierdzony na kilku stanowiskach w Gabonie; być może występuje też w krajach sąsiednich – Kamerunie i Kongu.